# 四街道站
四街道站（日语：／ Yotsukaidō eki */?）是位於日本千葉縣四街道市四街道一丁目，屬於東日本旅客鐵道（JR東日本）總武本線的鐵路車站。車站編號是JO 31。
途經佐倉站直通的成田線列車也會使用。

## 車站結構
連接北口的側式月台1面1線、連接南口側的島式月台1面2線，合計2面3線的地面車站。1981年（昭和56年）完工的跨站式站房，設有南北出口。北口（表口）、南口各自設有扶手電梯，構內設有往各月台的扶手電梯與對應無障礙通行的升降機。

### 月台配置

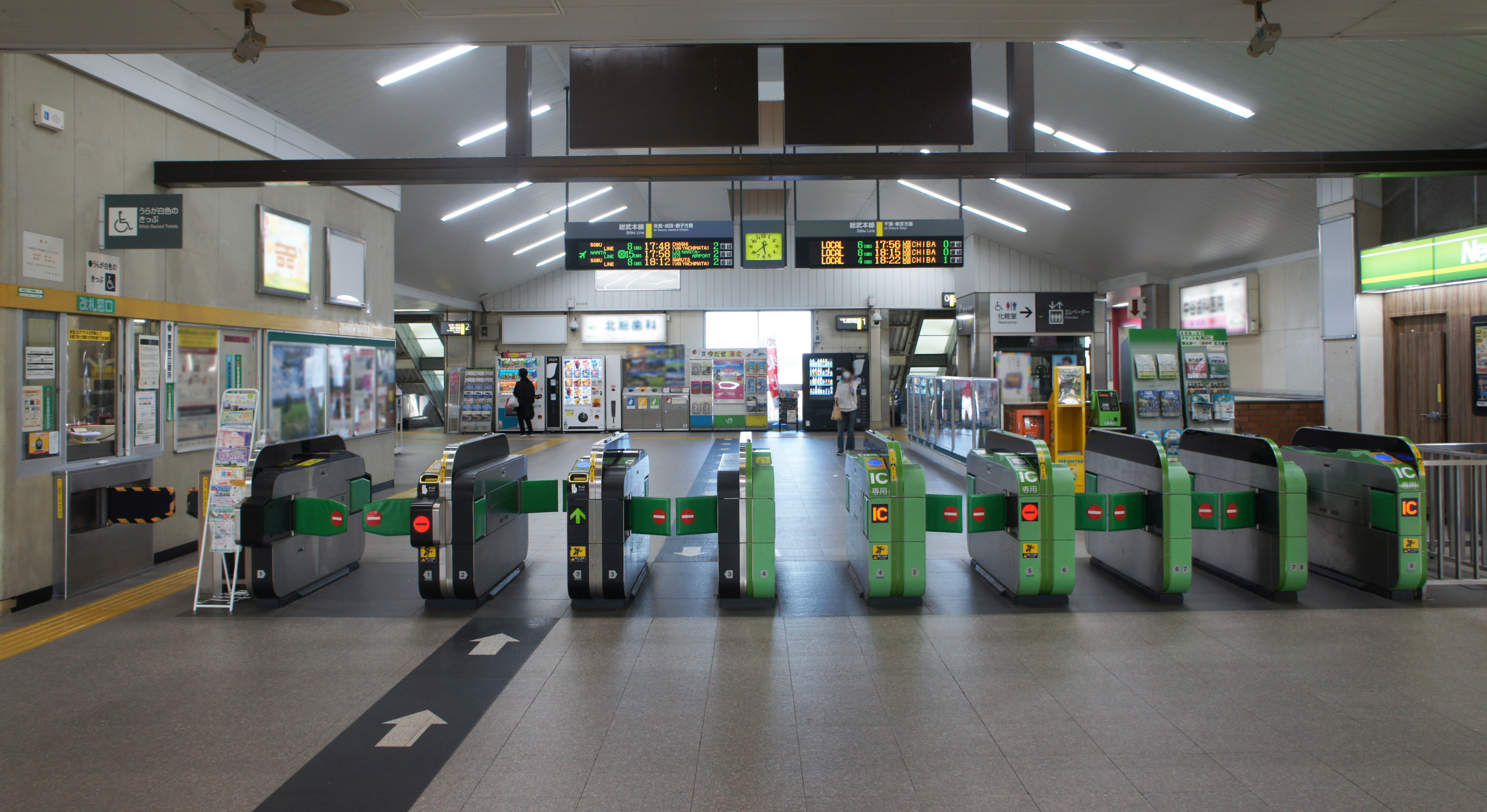
閘口（2021年5月）
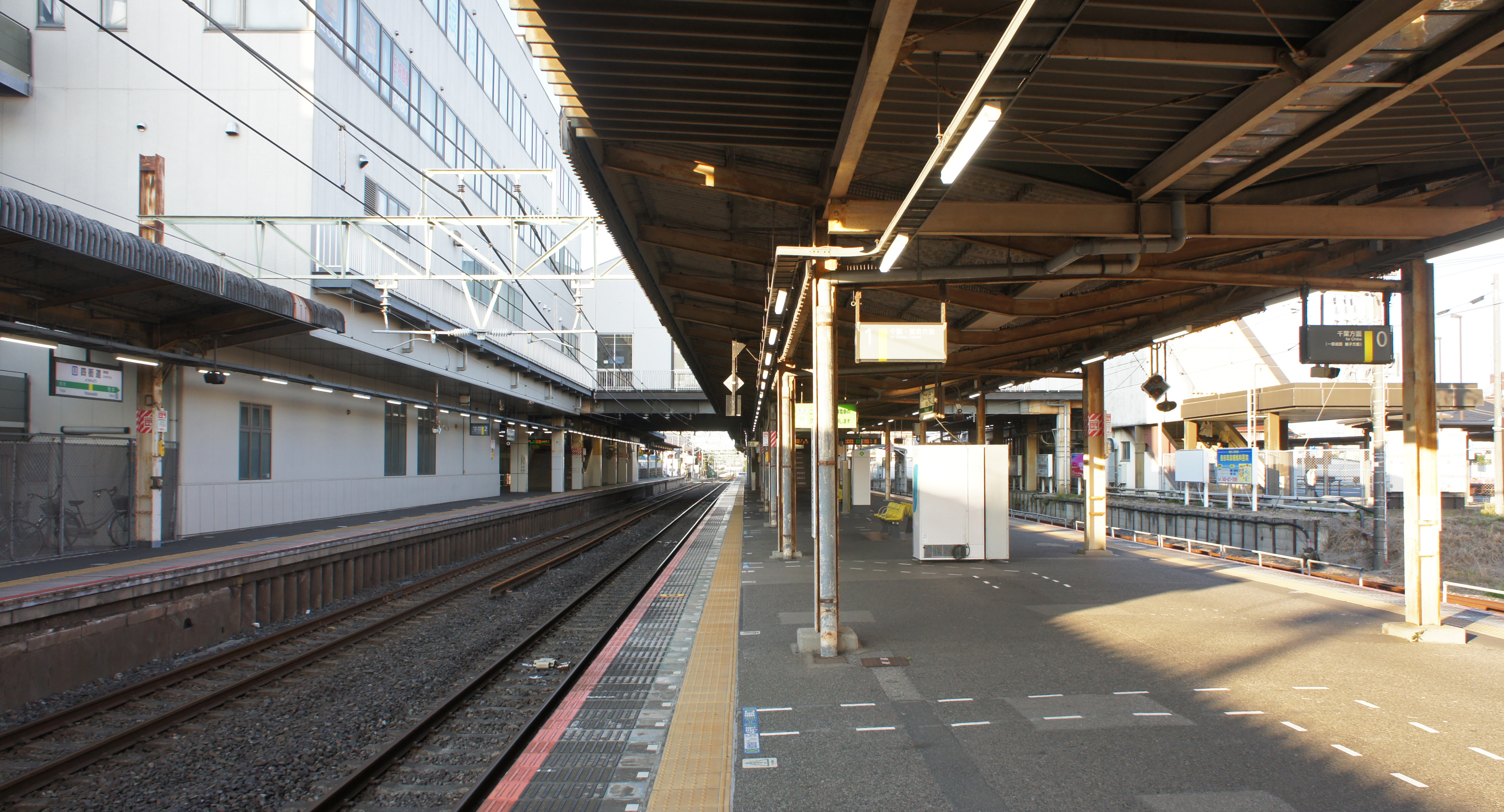
月台（2021年5月）

南口側是0號月台，依次如下。
| 月台 | 路線                            | 方向 | 目的地                                                         | 備註            |
| ---- | ------------------------------- | ---- | -------------------------------------------------------------- | --------------- |
| 0、1 | ■總武本線 （包括■成田線）       | 上行 | 千葉、船橋、市川、東京方向                                     |                 |
| 2    | ■總武本線                       | 下行 | 佐倉、八街、成東、八日市場、旭、銚子方向                       | 一部分為0號月台 |
| 2    | ■成田線（機場支線、鹿島線直通） | 下行 | 佐倉、成田、（成田機場）、佐原、小見川、銚子、（鹿島神宮）方向 | 一部分為0號月台 |

（來源：JR東日本:車站構內圖（页面存档备份，存于））
- 閘口（2021年5月）
- 月台（2021年5月）

## 使用情況
2019年（令和元年）度1日平均上車人次為21,975人，在千葉站以東（總武本線、成田線）與千葉站以南不轉乘的JR單獨站當中上車人次最多的車站。曾經還是千葉站以南包括轉乘站最多，2002年起被蘇我站超過。
周邊有許多高校等學校，有許多學生上下車。車站範圍也覆蓋千葉市稻毛區東部與若葉區北部。
根據JR東日本與千葉縣統計年鑑，近年的1日平均上車人次推移如下表。
| 年度               | 1日平均 上車人次 | 來源     |
| ------------------ | ---------------- | -------- |
| 1990年（平成02年） | 25,840           | [ * 1 ]  |
| 1991年（平成03年） | 26,907           | [ * 2 ]  |
| 1992年（平成04年） | 27,743           | [ * 3 ]  |
| 1993年（平成05年） | 28,523           | [ * 4 ]  |
| 1994年（平成06年） | 28,594           | [ * 5 ]  |
| 1995年（平成07年） | 28,688           | [ * 6 ]  |
| 1996年（平成08年） | 28,523           | [ * 7 ]  |
| 1997年（平成09年） | 27,507           | [ * 8 ]  |
| 1998年（平成10年） | 26,967           | [ * 9 ]  |
| 1999年（平成11年） | 26,448           | [ * 10 ] |
| 2000年（平成12年） | 26,049           | [ * 11 ] |
| 2001年（平成13年） | 25,493           | [ * 12 ] |
| 2002年（平成14年） | 24,761           | [ * 13 ] |
| 2003年（平成15年） | 24,356           | [ * 14 ] |
| 2004年（平成16年） | 24,053           | [ * 15 ] |
| 2005年（平成17年） | 23,529           | [ * 16 ] |
| 2006年（平成18年） | 23,118           | [ * 17 ] |
| 2007年（平成19年） | 22,787           | [ * 18 ] |
| 2008年（平成20年） | 22,571           | [ * 19 ] |
| 2009年（平成21年） | 21,937           | [ * 20 ] |
| 2010年（平成22年） | 21,776           | [ * 21 ] |
| 2011年（平成23年） | 21,680           | [ * 22 ] |
| 2012年（平成24年） | 21,817           | [ * 23 ] |
| 2013年（平成25年） | 22,224           | [ * 24 ] |
| 2014年（平成26年） | 21,808           | [ * 25 ] |
| 2015年（平成27年） | 22,121           | [ * 26 ] |
| 2016年（平成28年） | 22,132           | [ * 27 ] |
| 2017年（平成29年） | 22,053           | [ * 28 ] |
| 2018年（平成30年） | 22,262           |          |
| 2019年（令和元年） | 21,975           |          |

## 相鄰車站
東日本旅客鐵道（JR東日本）
■總武本線、■成田線（成田線至佐倉站為止都是總武本線）
- 特急「潮騷」「成田特快」一部分停靠站

■通勤快速
都賀（JO 30）－四街道（JO 31）－佐倉（JO 33）
■快速（包括「機場成田」）、■普通（各站停車）
都賀（JO 30）－四街道（JO 31）－物井（JO 32）

### 使用情況
1. ↑  千葉県統計年鑑 （页面存档备份，存于） - 千葉県
2. ↑  四街道市統計書 （页面存档备份，存于） - 四街道市

JR東日本2000年度以後上車人次
1. ↑  各駅の乗車人員（2000年度） （页面存档备份，存于） - JR東日本
2. ↑  各駅の乗車人員（2001年度） （页面存档备份，存于） - JR東日本
3. ↑  各駅の乗車人員（2002年度） （页面存档备份，存于） - JR東日本
4. ↑  各駅の乗車人員（2003年度） （页面存档备份，存于） - JR東日本
5. ↑  各駅の乗車人員（2004年度） （页面存档备份，存于） - JR東日本
6. ↑  各駅の乗車人員（2005年度） （页面存档备份，存于） - JR東日本
7. ↑  各駅の乗車人員（2006年度） （页面存档备份，存于） - JR東日本
8. ↑  各駅の乗車人員（2007年度） （页面存档备份，存于） - JR東日本
9. ↑  各駅の乗車人員（2008年度） （页面存档备份，存于） - JR東日本
10. ↑  各駅の乗車人員（2009年度） （页面存档备份，存于） - JR東日本
11. ↑  各駅の乗車人員（2010年度） （页面存档备份，存于） - JR東日本
12. ↑  各駅の乗車人員（2011年度） （页面存档备份，存于） - JR東日本
13. ↑  各駅の乗車人員（2012年度） （页面存档备份，存于） - JR東日本
14. ↑  各駅の乗車人員（2013年度） （页面存档备份，存于） - JR東日本
15. ↑  各駅の乗車人員（2014年度） （页面存档备份，存于） - JR東日本
16. ↑  各駅の乗車人員（2015年度） （页面存档备份，存于） - JR東日本
17. ↑  各駅の乗車人員（2016年度） （页面存档备份，存于） - JR東日本
18. ↑  各駅の乗車人員（2017年度） （页面存档备份，存于） - JR東日本
19. ↑  各駅の乗車人員（2018年度） （页面存档备份，存于） - JR東日本
20. ↑  各駅の乗車人員（2019年度） （页面存档备份，存于） - JR東日本

千葉縣統計年鑑
1. ↑  .   [2020-07-27]. （原始内容存档于2020-01-08）.
2. ↑  .   [2020-07-27]. （原始内容存档于2020-01-08）.
3. ↑  .   [2020-07-27]. （原始内容存档于2020-01-08）.
4. ↑  .   [2020-07-27]. （原始内容存档于2020-01-08）.
5. ↑  .   [2020-07-27]. （原始内容存档于2020-01-08）.
6. ↑  .   [2020-07-27]. （原始内容存档于2020-01-08）.
7. ↑  .   [2020-07-27]. （原始内容存档于2020-01-08）.
8. ↑  .   [2020-07-27]. （原始内容存档于2020-01-08）.
9. ↑  .   [2020-07-27]. （原始内容存档于2020-01-08）.
10. ↑  .   [2020-07-27]. （原始内容存档于2017-09-30）.
11. ↑  .   [2020-07-27]. （原始内容存档于2017-09-30）.
12. ↑  .   [2020-07-27]. （原始内容存档于2017-09-30）.
13. ↑  .   [2020-07-27]. （原始内容存档于2017-09-30）.
14. ↑  .   [2020-07-27]. （原始内容存档于2017-09-30）.
15. ↑  .   [2020-07-27]. （原始内容存档于2017-09-30）.
16. ↑  .   [2020-07-27]. （原始内容存档于2020-01-08）.
17. ↑  .   [2020-07-27]. （原始内容存档于2020-01-08）.
18. ↑  .   [2020-07-27]. （原始内容存档于2020-01-08）.
19. ↑  .   [2020-07-27]. （原始内容存档于2017-08-30）.
20. ↑  .   [2020-07-27]. （原始内容存档于2017-08-30）.
21. ↑  .   [2020-07-27]. （原始内容存档于2017-08-30）.
22. ↑  .   [2020-07-27]. （原始内容存档于2017-08-30）.
23. ↑  .   [2020-07-27]. （原始内容存档于2017-08-30）.
24. ↑  .   [2020-07-27]. （原始内容存档于2017-08-11）.
25. ↑  .   [2020-07-27]. （原始内容存档于2017-08-11）.
26. ↑  .   [2020-07-27]. （原始内容存档于2017-08-11）.
27. ↑  .   [2020-07-27]. （原始内容存档于2020-04-24）.
28. ↑  .   [2020-07-27]. （原始内容存档于2020-04-24）.

## 外部連結
- 車站資訊（四街道）：東日本旅客鐵道